# Egyéb szálláshely
A 239/2009 (X. 20) kormányrendeletben foglaltak szerint egyéb szálláshely a szálláshely-szolgáltatás céljára hasznosított, a szálláshely, szálláshely-szolgáltatás, szálloda, panzió, kemping, üdülőház és közösségi szálláshely kategóriák alá nem tartozó, nem kizárólag szálláshely-szolgáltatás rendeltetéssel létesített önálló épület vagy annak lehatárolt része, ahol az e célra hasznosított szobák száma legfeljebb nyolc, az ágyak száma legfeljebb tizenhat.
Az egyéb szálláshelyen belül különböztetjük meg a falusi szálláshelyeket.
2016-ban Magyarországon 38 292 egyéb szálláshelyen 101 405 szoba és 236 752 férőhely várta a vendégeket.

## Külső hivatkozások
239/2009 (X.20) Kormányrendelet
Központi Statisztikai Hivatal